# Ernst Biltz
Ernst Christian August Biltz (* 26. Juli 1822 in Erfurt; † 10. Januar 1903 ebenda) war ein deutscher Pharmazeut und Chemiker.

## Leben und Wirken
Der Sohn des Besitzers der Grünen Apotheke in Erfurt, Friedrich Heinrich Biltz (1790–1835), besuchte das dortige Ratsgymnasium. Aus dieser Zeit stammte wohl seine Bekanntschaft mit Ernst Benary. Bereits sein Vater war ein enger Freund von Johann Bartholomäus Trommsdorff, dessen sozialpolitische Aktivitäten er tatkräftig unterstützt hatte und an dessen privatem Lehrinstitut er auch von 1825 bis 1828 als Lehrer für Botanik tätig war. Er machte sich insbesondere durch die Förderung einer einheimischen Opiumgewinnung einen Namen. 
Ernst Biltz war ab 1850 Mitglied der Akademie gemeinnütziger Wissenschaften zu Erfurt sowie Ehrenvorsitzender des Thüringischen Botanischen Vereins. Im Jahre 1888 wurde er anlässlich seines 50-jährigen Berufsjubiläums zum Dr. h. c. an der Universität Marburg ernannt. Die Apotheke übertrug er 1895 seinem Sohn Hugo Biltz.
Auf Biltz geht die Schichtmethode in der analytischen Chemie zurück. Ferner untersuchte er die Zersetzlichkeit der Chloroforme. Er schrieb 1878 die Kritischen und practischen Notizen zur Pharmacopoea Germanica; außerdem veröffentlichte er zahlreiche Zeitschriftenartikel sowie weitere Bücher.

## Familie
Der Vater Friedrich Heinrich Biltz wurde 1790 in Olberhau geboren. Dieser besuchte die Schule in Olberhau und die Fürstenschule Meißen. Ab 1804 ging er in die Lehre in der Löwenapotheke in Dresden unter Karl Gottfried Bünger. Von 1808 bis 1809 besuchte er die Bergakademie Freiberg und von 1811 bis 1812 die Universität in Wien. 1816 wurde er Bürger der Stadt Erfurt und kaufte dort im Juni des gleichen Jahres die Grüne Apotheke für 16.000 Taler von Heinrich David Bauer. 1819 heiratete er Christiane Eleonore Schaffhirt (* 1795 † 1853), die Tochter des Dresdener Papiermühlenbesitzers Carl August Schaffhirt. Beide hatten fünf Kinder. Der Sohn Ernst Christian August Biltz heiratete 1847 Anna Rasch (* 1824), mit der er die drei Kinder Helene (* 1848), Hugo (* 1851) und Anna (* 1861) hatte.

## Werke
- Vielseitige Anwendung einer scharfen chemischen Reactionsmethode. Eine Gratulationsschrift zu Ehren des fünfzigjährigen pharmaceutischen Jubiläums des Herrn Hermann Trommsdorf Apothekers und Fabrikanten in Erfurt, Erfurt 1876
- Kritische und practische Notizen zur Pharmacopea Germanica : ein Beitrag zur Vorbereitung ihrer nächsten Ausgabe. Stenger, Erfurt 1878 Digitalisierte Ausgabe der Universitäts- und Landesbibliothek Düsseldorf
- Lebensbeschreibung Christian Wilhelm Hermann Trommsdorffs, Halle an der Saale 1884
- Der Schutz des Chloroforms vor Zersetzung am Licht und sein erstes Vierteljahrhundert, Erfurt 1892